# Nottryck
Nottryck förekom kort efter boktryckarkonstens uppfinning vid 1400-talets mitt. Antingen trycktes endast notlinjer (och text) eller enbart noter (och text), varefter det resterande tillfogades för hand. Senare började man trycka både linjer och noter men i olika procedurer.
Träsnitt togs i bruk i Bologna 1487 och metallsnitt i Rom 1516, medan kopparstickstekniken introducerades i Rom 1586. Den förbättrades omkring 1725 av engelsmännen John Cluer och John Walsh, som använde stansar för själva nottecknen och gravyr för andra tecken. Detta var början till så kallat notstick eller notstickning.
I Frankrike utbildades på 1500-talet ett system med lösa typer kombinerade med små stycken av notlinjerna. Den tyska firman G. Breitkopf vidareutvecklade detta. Metoden används numera endast i kombination med boktryck.
Ett vanligt förfarande i modern tid har varit ljuskopiering av tuschskrift på tunt papper, samt offsettryck efter manuskript eller förlaga med ”gnuggade” noter.
Användningen av persondatorer och notskrivningsprogram har helt förändrat framställningen av tryckta noter. Efter att noterna till ett musikstycke redigerats i notskrivningsprogrammet överförs nottryckets förlaga elektroniskt, i en mer eller mindre automatiserad process, till offsettryck eller digitaltryck för mångfaldigande på papper.